# Camponotus minus
Camponotus minus é uma espécie de inseto do gênero Camponotus, pertencente à família Formicidae.